# Alfa Romeo Romeo
L'Alfa Romeo Romeo, officiellement dénommé Autotutto T.10 Romeo, est un modèle de véhicule utilitaire du constructeur italien Alfa Romeo, dont la première version fourgon et minibus a été présentée au Salon de l'automobile de Turin en novembre 1954. Le modèle a connu 3 séries entre 1954 et 1966.
L'année suivante, la gamme s'est très vite enrichie de nombreuses versions :
- fourgon à toit surélevé,
- combi,
- minibus scolaire,
- ambulance,
- pick-up,
- double cabine.

Alfa Romeo, c'est peu connu hors d'Italie, a aussi été un constructeur de véhicules utilitaires et de poids-lourds. La division Alfa Romeo V.I. a été rachetée par le groupe Fiat en 1978, et intégrée dans IVECO.

## Les véhicules utilitaires Romeo
La gamme Alfa Romeo Autotutto T.10 Romeo a connu 3 séries :
- Romeo, produit entre 1954 et 1957,
- Romeo 2, produit entre 1957 et 1966,
- Romeo 3 qui ne sera produit que pendant 6 mois en 1966.

Cette gamme a été remplacée par les A11/F11 puis les A12/F12 qui seront produits jusqu'en 1983.
La gamme légère a été complétée par les AR6 et AR8, utilitaires dérivés du Fiat Ducato et Fiat Daily.

### Production
La gamme Romeo (Romeo 1 - 2 & 3) a été fabriquée à 21 722 exemplaires, la gamme A11-F12 à 12 778 exemplaires.

## Évolution du modèle Romeo

### Romeo (1954 - 1956)
Ce véhicule utilitaire a été présenté au Salon de l'automobile de Turin en 1954 sous la forme d'un fourgon et d'un minibus. Dès sa commercialisation, en début d'année 1955, il était disponible en de nombreuses versions : fourgon tôlé, fourgon vitré, minibus et sous forme de châssis cabine destiné aux carrossiers spécialisés. Equipé du moteur bridé à 35 ch CUNA de l'Alfa Romeo Giulietta (1954), le 4 cylindres Alfa Romeo de 1 290 cm3 développant 80 Ch CUNA dans la berline, permettait d'atteindre 97 km/h.
Un moteur diesel deux cylindres, deux temps avec compresseur de 1 158 cm3 développant 30 ch à 2 800 tr/min était proposé en option. Ce moteur n'a pas connu de succès en raison de sa faible puissance et de son bruit excessif. Il lui valut immédiatement la réputation d'être un véhicule lent car il ne pouvait pas dépasser 75 km/h dans cette configuration. Alfa Romeo remplaça très vite ce moteur dans le modèle d'entrée de gamme par celui de la Giulietta essence de 1300 cm3, équipé d'un carburateur mono-corps ce qui permettait d'utiliser l'essence ordinaire à faible taux d'octane et plus économique au lieu du Super (comme appelé à l'époque).

### Romeo 2 (1957 - 1966)
La première série de l'Autotutto T.10 Romeo a été remplacée en 1957 par le Romeo 2. À cette occasion, le constructeur milanais a remplacé la boîte de vitesses dérivée de la Giulietta qui s'est avérée peu adaptée à un véhicule utilitaire par une boîte ZF. La mécanique, ayant fait largement ses preuves de robustesse et d'efficacité resta inchangée.

### Romeo 3 (1966)
La troisième série du Romeo, presque abusivement baptisée "Romeo 3", a été fabriquée durant à peine 6 mois en 1966. Elle conserve toute la mécanique de la deuxième série mais ne s'en distingue que par quelques petites améliorations comme l'embrayage hydraulique et de finition intérieure comme les sièges plus confortables et réglables.
Cette dernière série Romeo a été remplacée par la gamme Alfa Romeo A.11/F.11 & A.12/F.12.

## La version espagnole

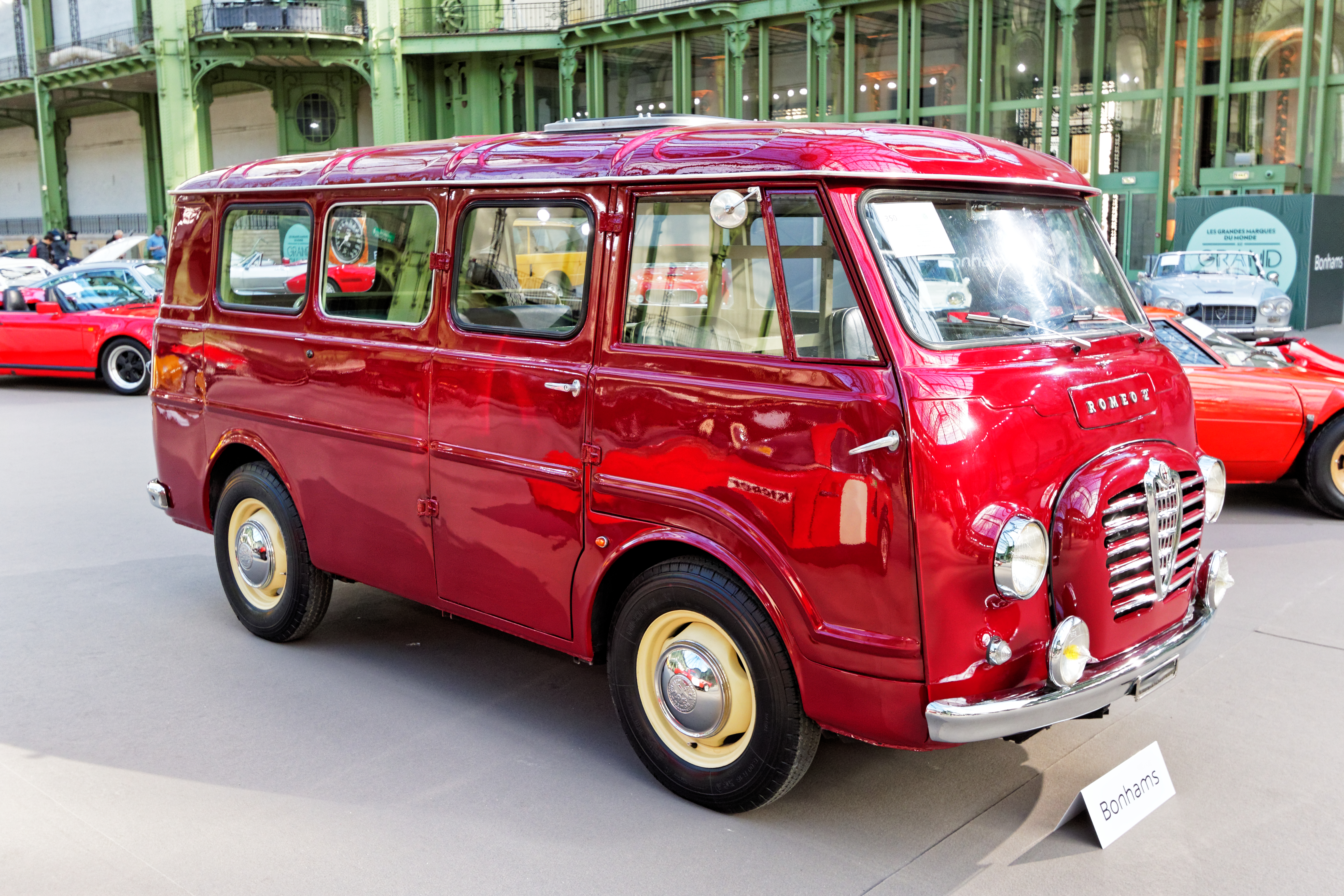
Le minibus Romeo (1961).

La gamme Alfa Romeo Romeo a aussi été fabriquée sous licence en Espagne par la société Fadisa (Fabricación de Automoviles Diesel SA) à partir de 1959 et commercialisée sous le nom Fadisa Romeo.
C'est la version "Romeo 2" qui a été choisie par le constructeur espagnol pour produire sous licence le véhicule qui manquait sur le marché espagnol, équipé uniquement avec un moteur diesel Perkins type 4.99 de 1 621 cm3.
En 1967, la société Fadisa est rachetée par le groupe Motor Iberica qui crée la marque Ebro pour continuer la fabrication du nouveau modèle de fourgonnette A.11/F.11 renommée Ebro F100. L'évolution du modèle en Alfa Romeo A.12/F.12 en Italie, lui permet de lancer l'Ebro F.108. À partir de 1979, Motor Ibérica ouvre son capital au constructeur japonais Nissan qui en prendra le contrôle quelques années plus tard. Nissan trouvant le projet Romeo excellent lui offre un restylage et le baptise Nissan Trade qui repose sur la plate-forme Alfa Romeo Romeo des années 1950, avec un moteur récent. Il restera en fabrication jusqu'en 2001 !.